# Rote Zora
Rote Zora (en castellano: Zora la roja, cuyo nombre estaba inspirado en el libro “Zora la roja y su banda” [un cuento infantil de Kurt Held]) era un grupo de guerrilla urbana feminista de izquierda radical activo en Alemania Occidental de 1977 a 1995, conocido por una serie de acciones con explosivos. El grupo bombardeó muchas empresas aunque nadie fue herido en los 45 ataques que la organización llevó a cabo entre 1977 y 1995.

## Historia
El movimiento tomó su nombre del libro de 1941 “Zora la Roja y su banda”, un cuento infantil de Kurt Held, el cual cuenta la historia de una chica croata pelirroja, Zora la Roja, quién lidera una pandilla de chicos y chicas huérfanas comprometidas a corregir la injusticia. 
Rote Zora empezó en 1977 como el brazo feminista de las Células Revolucionarias, organización guerrillera de izquierdas que se autodenominaba rival de la Facción de Ejército Rojo. El primero de sus ataques fue una bomba plantada ante las oficinas de la Asociación de Médicos alemana para protestar contra las leyes de aborto. Bombardearon el Tribunal Constitucional Federal de Alemania en Karlsruhe. Rote Zora se escisionó de las Células Revolucionarias en 1986 por no convenir con los métodos violentos de otros grupos de izquierda. Lanzó una campaña que fue diseñada para no dañar. Su último ataque fue en un astillero de Bremen en 1995.
Bombardearon numerosos sex shops, coches de empresarios, la compañía Siemens, Bayer, y la compañía Nixdorf Computer AG. Sus activistas eran guerrilleras a tiempo parcial, y eran conocidas por la prensa de la época como "terroristas de después del trabajo" porque la mayoría tuvo trabajos de clase media y llevó a cabo sus ataques en su tiempo libre.
Aunque Rote Zora era una escisión de la organización Células Revolucionarias,  algunas miembros continuaron asociadas con ambos grupos. En el año 2000, Oliver Tolmein produjo un documental sobre el grupo.
En abril de 2007, la exmiembro de Rote Zora Adrienne Gershäuser fue juzgada por los intentos de bombardeos del Instituto Técnico Genético de Berlín en 1986 y de una fábrica de prendas de vestir en Baviera en 1987, recibiendo una pena de dos años.